# Septeto (Beethoven)

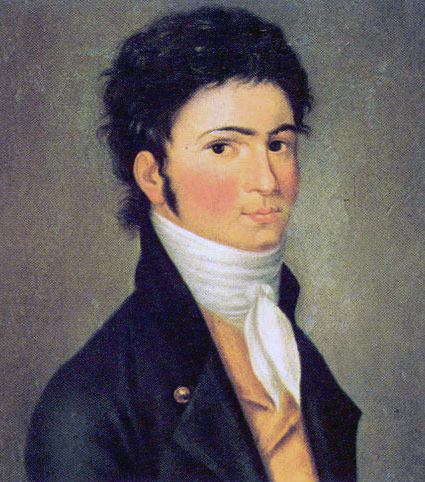
Beethoven en 1801.

El Septeto en mi bemol mayor, Op. 20 es una pieza camerística escrita para clarinete, trompa, fagot, violín, viola, violonchelo y contrabajo por Ludwig van Beethoven entre 1799 y 1800. La partitura está dedicada a la emperatriz María Teresa.

## Historia

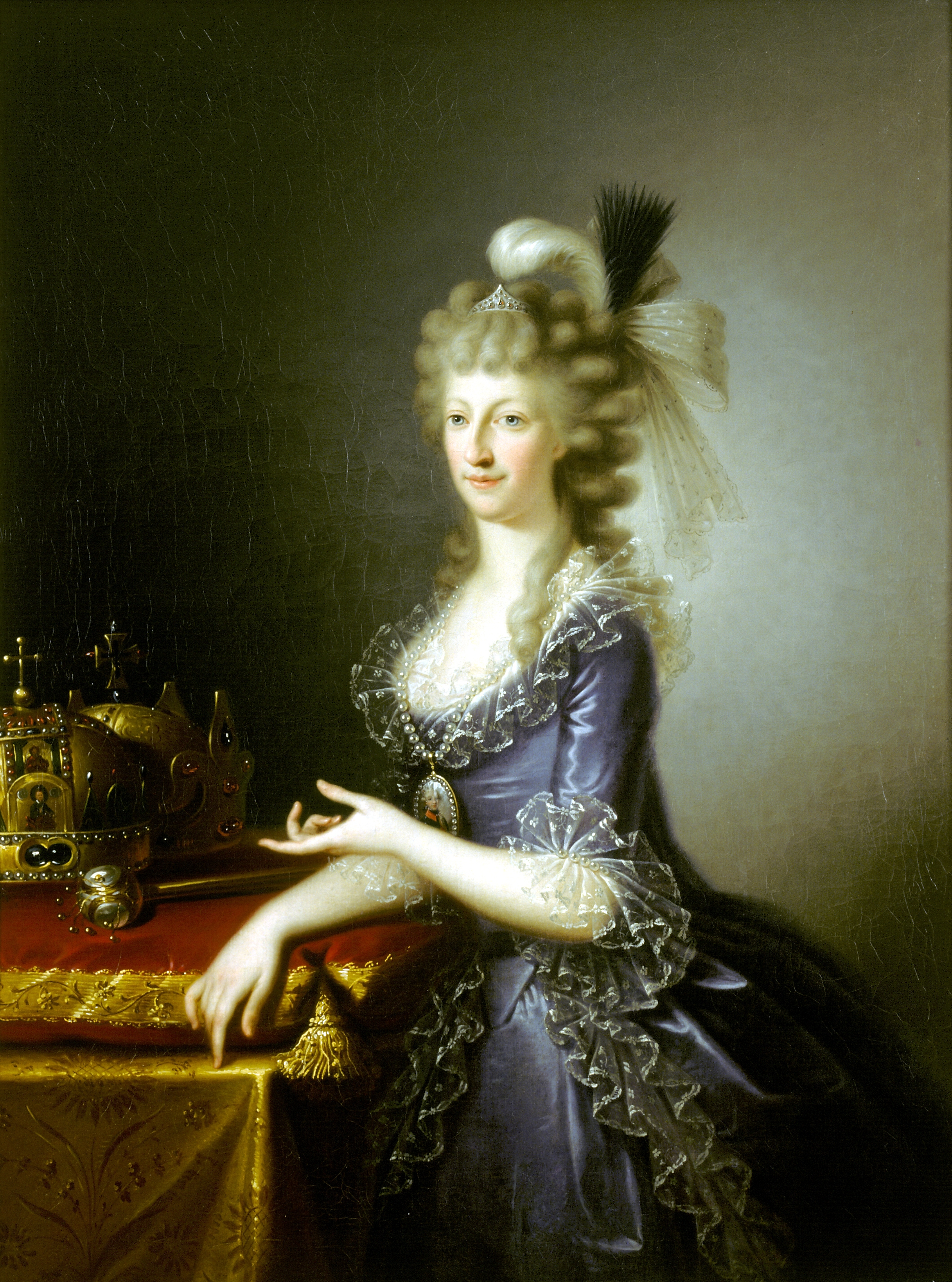
Emperatriz Maria Teresa, dedicataria de la pieza.

La composición de la pieza se desarrolló desde los primeros esbozos en 1799 hasta que fue completado en 1800. Se trata de una de las últimas obras que Beethoven escribió antes de darse cuenta de que su sordera iba en aumento.
El estreno se celebró en 1800 en el mismo concierto en el que dio a conocer su Sinfonía n.º 1.
La primera publicación fue llevada a cabo por la editorial Hoffmeister & Kühnel en 1802 en Leipzig. La dedicatoria que figura en la partitura impresa es para la emperatriz María Teresa.

## Estructura y análisis
La pieza consta de seis movimientos:
- I. Adagio 3
4 – Allegro con brio, en mi bemol mayor  2
2
- II. Adagio cantabile, en la bemol mayor 9
8
- III. Tempo di menuetto, en mi bemol mayor 3
4
- IV. Tema con variazioni. Andante, en si bemol mayor 2
4
- V. Scherzo. Allegro molto e vivace, en mi bemol mayor 3
4
- VI. Andante con moto alla marcia – Presto, en mi bemol mayor 2
4

La interpretación de esta obra dura aproximadamente 40 minutos. El diseño general se asemeja a una serenata del siglo XVIII y, de hecho, es más o menos el mismo que el del trío de cuerdas, K. 563 de Mozart en la misma tonalidad. Pero Beethoven amplía la forma mediante la adición de introducciones sustanciales al primer y último movimiento y cambiando el segundo minueto a un scherzo. Es una obra desenfadada, llena de energía juvenil y con atractivos solos para los instrumentistas.

### I.Adagio – Allegro con brio
El primer movimiento, Adagio - Allegro con brio, está escrito en la tonalidad de mi bemol mayor, el ritmo empieza siendo de 3/4 y en el Allegro pasa a ser alla breve y sigue la forma sonata. Se abre con una introducción lenta y pausada que precede a un Allegro con brio fresco y enérgico. El primer tema es interpretado inicialmente por el violín y después por el clarinete. El segundo tema entabla un diálogo con otros instrumentos, pero se omite esencialmente en la sección de desarrollo. Tras una elaboración de una versión fragmentada del primer tema, el desarrollo se cierra en la tonalidad adecuada, pero sin una verdadera recapitulación.

### II.Adagio cantabile
El segundo movimiento, Adagio cantabile, está en la bemol mayor, en compás de 9/8 y adopta una forma ternaria (ABA). Beethoven cambia a la tonalidad de , introduciendo una melodía tranquila y oscilante, que interpretan el clarinete y el violín. Los demás instrumentos se limitan en general a un colorido apoyo, excepto cuando la trompa toma un tímido protagonismo melódico.

### III.Tempo di menuetto
El tercer movimiento, Tempo di menuetto, recupera la tonalidad inicial así como el compás de 3/4. El tema principal se toma prestado de su Sonata para piano n.° 20 en sol mayor, Op. 49 n.º 2, que era una obra anterior a pesar de su número de opus más alto. Se trata de una melodía ágil sobre un acompañamiento de tic-tac. Como es habitual en las obras de Beethoven de este periodo, el minueto contiene dos tríos, el segundo de los cuales extrae su insistente ritmo del material de apertura.

### IV.Tema con variazioni. Andante
El cuarto movimiento, Tema con variazioni. Andante, está en si bemol mayor, en compás de 2/4 y responde a la forma de tema con variaciones sobre la canción popular renana "Ach Schiffer, lieber Schiffer". Es otra melodía alegre y bulliciosa, aunque curiosamente poco memorable. Proporciona a Beethoven un marco de forma adecuada en el que colgar sus propias excursiones melódicas y mostrar los diversos instrumentos del conjunto.

### V.Scherzo. Allegro molto e vivace
El quinto movimiento, Scherzo. Allegro molto e vivace, está de nuevo en mi bemol mayor y en compás de 3/4. Es una pieza vigorosa con un toque de caza, gracias a la pequeña figura que toca la trompa al principio. El trío contrastante es esencialmente un afinado solo de violonchelo acompañado por las demás cuerdas y el fagot.

### VI.Andante con moto alla marcia – Presto
El sexto y último movimiento, Andante con moto alla marcia - Presto, retoma la tonalidad inicial y el compás es 2/4. Empieza con una introducción lenta, Andante, que suena casi ominosa con material anticipatorio para la trompa y el violín. Pronto se disipa esta atmósfera con un exuberante Presto, en el que el avance se ve interrumpido ocasionalmente por interludios de calma. También incluye fanfarrias, material solista prominente e incluso una cadenza completa para el violín.

## Adaptaciones
Esta pieza circuló en muchas ediciones y arreglos para diferentes fuerzas. Hacia 1803, el propio Beethoven arregló la obra como un trío para clarinete (o violín), violonchelo y piano, y esta versión se publicó como su Op. 38 en 1805 en Viena. Beethoven dedicó el Trío Op. 38 al profesor Johann Adam Schmidt (1759-1809), cirujano y oftalmólogo germano-austríaco y médico personal de Beethoven, a quien atendió desde 1801 hasta 1809.

## Recepción de la obra
El Septeto fue una de las obras más exitosas y populares de Beethoven. Su éxito fue inmediato, hasta el punto que el compositor expresó más tarde cierto resentimiento hacia esta obra, señalando que su popularidad eclipsaba composiciones suyas más meritorias.

## Influencia y legado
- En 1824 Franz Schubert compuso su Octeto en fa mayor, D. 803 para el clarinetista Ferdinand Troyer, quien había solicitado una pieza similar al septeto de Beethoven y, en consecuencia, las obras se parecen entre sí en muchos aspectos.
- En 1840 Franz Liszt arregló el septeto para piano, primero a dos manos (S.465) y luego a cuatro manos (S.634).[4] Se han publicado varios otros arreglos para piano de figuras como Carl Czerny, Ernst Pauer, Adolf Ruthardt y Hugo Ulrich.[3]
- El compositor británico Peter Fribbins compuso un septeto (subtitulado "The Zong Affair") para la misma instrumentación que Beethoven, pero tomó su influencia más de una pintura de J.M.W. Turner llamada "The Slave Ship".[5]

## En la cultura popular
- Entre 1978 y 1979 el tema principal del doblaje en español de la serie de televisión francesa Érase una vez... el hombre se canta con la melodía del Septeto.[6][7][8] La letra fue escrita por el cantautor español José Luis Perales.[9]